# 1699
Епоха великих географічних відкриттів •  Перша наукова революція • Річ Посполита •  Запорозька Січ •  Руїна

## Геополітична ситуація
Османську імперію очолює Мустафа II (до 1703). Під владою османського султана перебувають Близький Схіl та Єгипет, Середземноморське узбережжя Північної Африки, частина Закавказзя, значні території в Європі: Греція, Болгарія і Сербія. Васалами османів є Волощина та Молдова.
Священна Римська імперія — наймогутніша держава Європи. Її територія охоплює, крім німецьких земель, Угорщину з Хорватією, Трансильванію, Богемію, Північну Італію. Її імператор — Леопольд I Габсбург (до 1705).
На передові позиції в Європі вийшла Франція, на троні якої сидить король-Сонце Людовик XIV (до 1715). Франція має колонії в Північній Америці та Індії.
Габсбург Карл II Зачарований є королем Іспанії (до 1700). Йому належать Іспанські Нідерланди, південь Італії, Нова Іспанія, Нова Гранада та Нова Кастилія в Америці, Філіппіни. Королем Португалії є Педру II (до 1706). Португалія має володіння в Бразилії, в Африці, в Індії, в Індійському океані й Індонезії.
Північ Нідерландів займає Республіка Об'єднаних провінцій. Вона має колонії в Північній Америці, Індонезії, на Формозі та на Цейлоні. Король Англії — Вільгельм III Оранський (до 1702). Англія має колонії в Північній Америці, на Карибах та в Індії. Король Данії та Норвегії — Фредерік IV (до 1730), король Швеції — Карл XII (до 1718). На Апеннінському півострові незалежні Венеціанська республіка та Папська область. Королем Речі Посполитої обрано Августа II (до 1706). У Московії царює Петро I (до 1725).
Україну розділено по Дніпру між Річчю Посполитою та Московією. Діють два гетьмани: Самійло Самусь (польський протекторат) на Правобережжі, Іван Мазепа (московський протекторат) на Лівобережжі. На півдні України існує Запорозька Січ. Існують Кримське ханство, Ногайська орда.
В Ірані правлять Сефевіди.
Значними державами Індостану є Імперія Великих Моголів, в якій править Аурангзеб, Імперія Маратха. В Китаї править Династія Цін. У Японії триває період Едо.

## Події

### В Україні
- Кошовим отаманом Війська Запорізького обрано Петра Приму.
- За Карловицьким договором значна частина українських земель перейшла від Османської імперії до Речі Посполитої.

### У світі

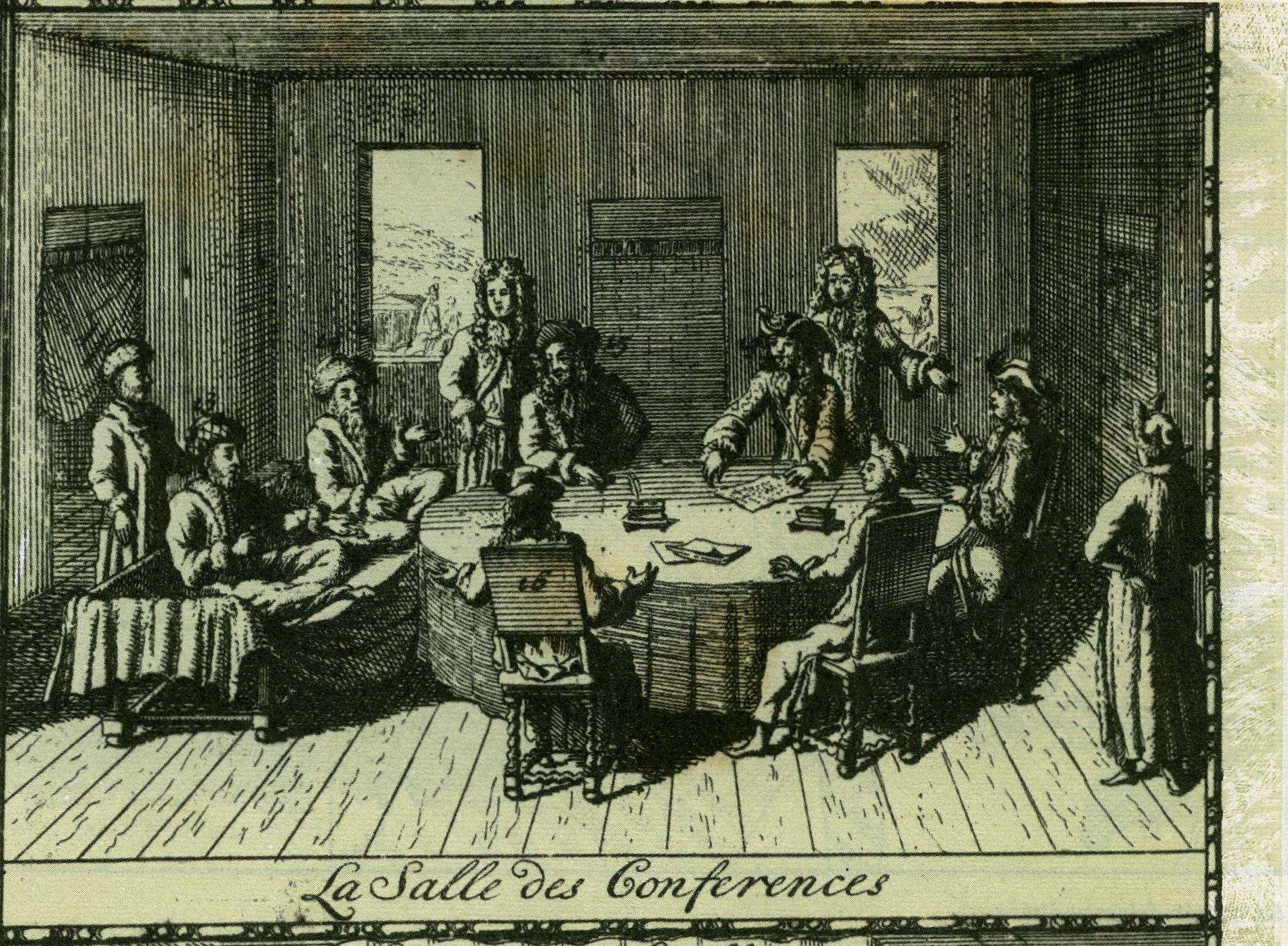
Карловицький конгрес

- 26 січня у містечку Карловиці (Срем, нині — Сербія) підписано мирний договір між членами Священної ліги (Австрія, Венеція, Польща, Московія) і Османською імперією. Тим самим було остаточно ліквідовано загрозу турецької експансії в Центральну Європу.

- Данія, Московія і Саксонія підписали військовий союз проти Швеції.
- Указом царя Петра I в Московії замість літочислення від «сотворіння світу» введено юліанський календар; відлік і святкування нового року перенесено з 1 вересня на 1 січня.
- Фредерік IV зійшов на трон Данії та Норвегії після смерті батька Кристіана V.
- Англія, Франція та Нідерланди підписали в Лондоні договір щодо майбутнього поділу Іспанії.
- У Бостоні заарештовано за звинуваченням у піратстві капера Вільяма Кідда.
- 13 квітня 10-й гуру сикхів Гобінд Сінгх створив халсу.

### Наука і культура
- Томас Севері продемонстрував свою парову помпу перед Королівським науковим товариством.
- Вільям Дампір почав робити опис фауни й флори Австралії.
- Абрагам Шарп обчислив число пі з точністю до 72 знаків.

## Народились
Див. також Категорія:Народились 1699
- 13 травня — Себаштіан де Карвалю, маркіз помбальський, керівник португальського уряду.

## Померли
Див. також Категорія:Померли 1699
- 21 квітня у Парижі на 60-му році життя помер Жан Расін.